# Beerschot Tennis Club
El Beerschot Tennis Club, actualment conegut com a Royal Beerschot Tennis and Hockey Club, és un club fundat el 1899 a Kontich, prop d'Anvers. El club va acollir les proves de tennis dels Jocs Olímpics de 1920.